# Puchar Ameryki Północnej w narciarstwie dowolnym 2015/2016
Puchar Ameryki Północnej w narciarstwie dowolnym 2015/2016 rozpoczął się 18 grudnia 2015 roku w amerykańskim Utah Olympic Park, a zakończył się 10 kwietnia 2016 roku w amerykańskim Copper Mountain.
W tym roku najlepszym zawodnikiem w klasyfikacji generalnej okazał się Amerykanin Troy Tully, zaś najlepszą zawodniczką okazała się również Amerykanka Winter Vinecki.

## Konkurencje
- AE = skoki akrobatyczne
- MO = jazda po muldach
- DM = jazda po muldach podwójnych
- SX = skicross
- SS = slopestyle
- HP = halfpipe
- BA = big air

## Mężczyźni
| Lp. | Data             | Miejscowość                   | Dyscyplina | 1. Miejsce           | 2. Miejsce         | 3. Miejsce       |
| --- | ---------------- | ----------------------------- | ---------- | -------------------- | ------------------ | ---------------- |
| 1.  | 18 grudnia 2015  | Utah Olympic Park             | AE         | Harrison Smith       | Christopher Lillis | Nicholas Novak   |
| 2.  | 19 grudnia 2015  | Utah Olympic Park             | AE         | Christopher Lillis   | Michael Lillis     | Patrick O’Flynn  |
| 3.  | 16 stycznia 2016 | Tabor                         | SX         | Mathieu Leduc        | Tristan Tafel      | Zach Belczyk     |
| 4.  | 17 stycznia 2016 | Tabor                         | SX         | Trent McCarthy       | Ned Ireland        | Matt Brady       |
| 5.  | 25 stycznia 2016 | Nakiska                       | SX         | Kristofor Mahler     | Kevin Drury        | Ian Deans        |
| 6.  | 26 stycznia 2016 | Nakiska                       | SX         | Kevin Drury          | Mathieu Leduc      | Ian Deans        |
| 7.  | 13 lutego 2016   | Canada Olympic Park           | MO         | Joel Hedrick         | Casey Andringa     | Troy Tully       |
| 8.  | 14 lutego 2016   | Canada Olympic Park           | DM         | Emerson Smith        | Troy Tully         | Hunter Bailey    |
| 9.  | 13 lutego 2016   | Lake Placid                   | AE         | Lewis Irving         | Wesley Perry       | Michael Lillis   |
| 10. | 14 lutego 2016   | Lake Placid                   | AE         | Justin Schönefeld    | Jasper Holcomb     | Dakota Fochs     |
| 11. | 18 lutego 2016   | Ski Cooper                    | SX         | Zach Belczyk         | Trent McCarthy     | Nicolo Monforte  |
| 12. | 19 lutego 2016   | Ski Cooper                    | SX         | Zach Belczyk         | Trent McCarthy     | Morgan Haymans   |
| 13. | 19 lutego 2016   | Buttermilk Mountain           | SS         | Ethan Swadburg       | Alex Hackel        | Ryley Lucas      |
| 14. | 20 lutego 2016   | Buttermilk Mountain           | BA         | Taylor Wilson        | Patrick Dew        | Mark Hendrickson |
| 15. | 20 lutego 2016   | Buttermilk Mountain           | HP         | Byron Wells          | Broby Leeds        | Miguel Porteous  |
| 16. | 20 lutego 2016   | Park City Mountain Resort     | MO         | Emerson Smith        | Casey Andringa     | Laurent Dumais   |
| 17. | 21 lutego 2016   | Park City Mountain Resort     | DM         | Joel Hedrick         | Casey Andringa     | Troy Tully       |
| 18. | 26 lutego 2016   | Canada Olympic Park           | HP         | Nico Porteous        | Hunter Hess        | Mitchell Wilson  |
| 19. | 28 lutego 2016   | Canada Olympic Park           | SS         | Alexander Hall       | Max Moffatt        | Matthew Wilcox   |
| 20. | 25 lutego 2016   | Val Saint-Côme                | AE         | Christopher Lillis   | Lewis Irving       | Thomas Coe       |
| 21. | 26 lutego 2016   | Val Saint-Côme                | AE         | Lewis Irving         | Thomas Coe         | Patrick O’Flynn  |
| 22. | 27 lutego 2016   | Val Saint-Côme                | MO         | Troy Tully           | Bryan Zemba        | James Matheson   |
| 23. | 28 lutego 2016   | Val Saint-Côme                | DM         | Emerson Smith        | Joel Hedrick       | Troy Tully       |
| 24. | 1 marca 2016     | Sugarloaf                     | SX         | Ned Ireland          | Tetsuya Furuno     | Erik Sparkowski  |
| 25. | 2 marca 2016     | Sugarloaf                     | SX         | Ned Ireland          | Tetsuya Furuno     | Morgan Haymans   |
| 26. | 3 marca 2016     | Sugarloaf                     | SX         | Ned Ireland          | Tetsuya Furuno     | Satoshi Furuno   |
| 27. | 5 marca 2016     | Killington                    | MO         | Troy Tully           | Laurent Dumais     | Emerson Smith    |
| 28. | 6 marca 2016     | Killington                    | DM         | Troy Tully           | Abe Studler        | Laurent Dumais   |
| 29. | 5 marca 2016     | Mount St. Louis Moonstone     | SS         | Max Moffatt          | Mark Hendrickson   | Riley Culver     |
| 30. | 5 marca 2016     | Utah Olympic Park             | AE         | Nik Seemann          | Christopher Lillis | Lewis Irving     |
| 31. | 5 marca 2016     | Utah Olympic Park             | AE         | Christopher Lillis   | Nik Seemann        | Lewis Irving     |
| 32. | 17 marca 2016    | Smithers                      | SX         | Christopher Delbosco | Kristofor Mahler   | Tristan Tafel    |
| 33. | 18 marca 2016    | Smithers                      | SX         | Christopher Delbosco | Kristofor Mahler   | Zach Belczyk     |
| 34. | 17 marca 2016    | Seven Springs Mountain Resort | HP         | Miguel Porteous      | Ryan Malone        | Cameron Brodrick |
| 35. | 18 marca 2016    | Seven Springs Mountain Resort | SS         | Mitchell Wilson      | Max Moffatt        | Mark Hendrickson |
| 36. | 10 kwietnia 2016 | Copper Mountain               | SX         | Kristofor Mahler     | Ned Ireland        | Morgan Haymans   |

### Mężczyźni
| Lp. | Zawodnik           | Punkty |
| --- | ------------------ | ------ |
| 1.  | Troy Tully         | 70     |
| 2.  | Max Moffatt        | 64     |
| 3.  | Christopher Lillis | 63,75  |
| 4.  | Emerson Smith      | 61,88  |
| 5.  | Mitchell Wilson    | 59     |
| 6.  | Ned Ireland        | 53,75  |
| 7.  | Lewis Irving       | 53,25  |
| 8.  | Patrick Dew        | 49     |
| 9.  | Mark Hendrickson   | 48     |
| 10. | Joel Hedrick       | 46,88  |

| Lp. | Zawodnik       | Punkty |
| --- | -------------- | ------ |
| 1.  | Troy Tully     | 560    |
| 2.  | Emerson Smith  | 495    |
| 3.  | Joel Hedrick   | 375    |
| 4.  | Casey Andringa | 346    |
| 5.  | Bruce Perry    | 290    |
| 6.  | James Matheson | 279    |
| 7.  | Hunter Bailey  | 254    |
| 8.  | Laurent Dumais | 236    |
| 9.  | Bryan Zemba    | 226    |
| 10. | Abe Studler    | 226    |

| Lp. | Zawodnik         | Punkty |
| --- | ---------------- | ------ |
| 1.  | Ned Ireland      | 645    |
| 2.  | Kristofor Mahler | 485    |
| 3.  | Morgan Haymans   | 466    |
| 4.  | Zach Belczyk     | 464    |
| 5.  | Trent McCarthy   | 419    |
| 6.  | Erik Sparkowski  | 328    |
| 7.  | Tristan Tafel    | 309    |
| 8.  | Michael Hayes    | 296    |
| 9.  | Jason Oliemans   | 269    |
| 10. | Matt Brady       | 252    |

| Lp. | Zawodnik           | Punkty |
| --- | ------------------ | ------ |
| 1.  | Christopher Lillis | 510    |
| 2.  | Lewis Irving       | 426    |
| 3.  | Patrick O’Flynn    | 372    |
| 4.  | Michael Lillis     | 347    |
| 5.  | Thomas Coe         | 345    |
| 6.  | Jasper Holcomb     | 342    |
| 7.  | Wesley Perry       | 332    |
| 8.  | Nicholas Novak     | 308    |
| 9.  | Justin Schönefeld  | 239    |
| 10. | Nik Seemann        | 238    |

| Lp. | Zawodnik         | Punkty |
| --- | ---------------- | ------ |
| 1.  | Max Moffatt      | 320    |
| 2.  | Mark Hendrickson | 240    |
| 3.  | Patrick Dew      | 208    |
| 4.  | Mitchell Wilson  | 190    |
| 5.  | Taylor Wilson    | 182    |
| 6.  | Ethan Swadburg   | 150    |
| 7.  | Riley Culver     | 142    |
| 8.  | Jaime Melton     | 122    |
| 9.  | Brenden Reid     | 114    |
| 10. | Alexander Hall   | 100    |

| Lp. | Zawodnik         | Punkty |
| --- | ---------------- | ------ |
| 1.  | Nico Porteous    | 179    |
| 2.  | Miguel Porteous  | 160    |
| 3.  | Hunter Hess      | 130    |
| 4.  | Cameron Brodrick | 130    |
| 5.  | Ryan Malone      | 106    |
| 6.  | Mitchell Wilson  | 105    |
| 7.  | Byron Wells      | 100    |
| 8.  | Ryan Murphy      | 95     |
| 9.  | Broby Leeds      | 80     |
| 10. | Jaxin Hoerter    | 66     |

## Kobiety
| Lp. | Data             | Miejscowość                   | Dyscyplina | 1. Miejsce         | 2. Miejsce                | 3. Miejsce         |
| --- | ---------------- | ----------------------------- | ---------- | ------------------ | ------------------------- | ------------------ |
| 1.  | 18 grudnia 2015  | Utah Olympic Park             | AE         | Tyra Izor          | Madison Varmette          | Avery Driscoll     |
| 2.  | 19 grudnia 2015  | Utah Olympic Park             | AE         | Winter Vinecki     | Avery Driscoll            | Tyra Izor          |
| 3.  | 16 stycznia 2016 | Tabor                         | SX         | Tiana Gairns       | Mara White                | Courtney Hoffos    |
| 4.  | 17 stycznia 2016 | Tabor                         | SX         | Tiana Gairns       | Zoe Chore                 | Courtney Hoffos    |
| 5.  | 25 stycznia 2016 | Nakiska                       | SX         | Brittany Phelan    | Karolina Riemen-Żerebecka | Tania Prymak       |
| 6.  | 26 stycznia 2016 | Nakiska                       | SX         | Brittany Phelan    | Karolina Riemen-Żerebecka | Zoe Chore          |
| 7.  | 13 lutego 2016   | Canada Olympic Park           | MO         | Sophia Schwartz    | Julie Bergeron            | Tess Johnson       |
| 8.  | 14 lutego 2016   | Canada Olympic Park           | DM         | Tess Johnson       | Avital Shimko             | Berkley Brown      |
| 9.  | 13 lutego 2016   | Lake Placid                   | AE         | Catrine Lavallée   | Megan Nick                | Erica Stemler      |
| 10. | 14 lutego 2016   | Lake Placid                   | AE         | Catrine Lavallée   | Kira Tanghe               | Megan Nick         |
| 11. | 18 lutego 2016   | Ski Cooper                    | SX         | Mara White         | Leta McNatt               | Kelly Foster       |
| 12. | 19 lutego 2016   | Ski Cooper                    | SX         | Leah Emaus         | Mara White                | Kelly Foster       |
| 13. | 19 lutego 2016   | Buttermilk Mountain           | SS         | Nadia Gonzales     | Taylor Lundquist          | Adie Lawrence      |
| 14. | 20 lutego 2016   | Buttermilk Mountain           | BA         | Odwołano           | Odwołano                  | Odwołano           |
| 15. | 20 lutego 2016   | Buttermilk Mountain           | HP         | Carly Margulies    | Anaïs Caradeux            | Jeanee Crane-Mauzy |
| 16. | 20 lutego 2016   | Park City Mountain Resort     | MO         | Tess Johnson       | Heidi Kloser              | Kelly Lawson       |
| 17. | 21 lutego 2016   | Park City Mountain Resort     | DM         | Taylah O’Neill     | Kaitlyn Harrell           | Madi Himbury       |
| 18. | 26 lutego 2016   | Canada Olympic Park           | HP         | Jeanee Crane-Mauzy | Rachael Karker            | Isabelle Hanssen   |
| 19. | 28 lutego 2016   | Canada Olympic Park           | SS         | Elena Gaskell      | Dillan Glennie            | Emma Stevens       |
| 20. | 25 lutego 2016   | Val Saint-Côme                | AE         | Catrine Lavallée   | Naomy Boudreau-Guertin    | Kira Tanghe        |
| 21. | 26 lutego 2016   | Val Saint-Côme                | AE         | Winter Vinecki     | Megan Nick                | Kira Tanghe        |
| 22. | 27 lutego 2016   | Val Saint-Côme                | MO         | Julie Bergeron     | Sophia Schwartz           | Tess Johnson       |
| 23. | 28 lutego 2016   | Val Saint-Côme                | DM         | Kaitlyn Harrell    | Valérie Gilbert           | Avital Shimko      |
| 24. | 1 marca 2016     | Sugarloaf                     | SX         | Akane Atomura      | Mara White                | Tiana Gairns       |
| 25. | 2 marca 2016     | Sugarloaf                     | SX         | Tiana Gairns       | Akane Atomura             | Courtney Hoffos    |
| 26. | 3 marca 2016     | Sugarloaf                     | SX         | Tiana Gairns       | Courtney Hoffos           | Mara White         |
| 27. | 5 marca 2016     | Killington                    | MO         | Alex Jenson        | Clare Lambert             | Tess Johnson       |
| 28. | 6 marca 2016     | Killington                    | DM         | Taylah O’Neill     | Avital Shimko             | Julie Bergeron     |
| 29. | 5 marca 2016     | Mount St. Louis Moonstone     | SS         | Rachael Anderson   | Elena Gaskell             | Emma Stevens       |
| 30. | 5 marca 2016     | Utah Olympic Park             | AE         | Winter Vinecki     | Megan Smallhouse          | Kira Tanghe        |
| 31. | 5 marca 2016     | Utah Olympic Park             | AE         | Megan Nick         | Winter Vinecki            | Kira Tanghe        |
| 32. | 17 marca 2016    | Smithers                      | SX         | Marielle Thompson  | Kelsey Serwa              | Tania Prymak       |
| 33. | 18 marca 2016    | Smithers                      | SX         | Marielle Thompson  | Kelsey Serwa              | Tania Prymak       |
| 34. | 17 marca 2016    | Seven Springs Mountain Resort | HP         | Carly Margulies    | Jeanee Crane-Mauzy        | Rachael Karker     |
| 35. | 18 marca 2016    | Seven Springs Mountain Resort | SS         | Caroline Claire    | Nikita Rubocki            | Kathryn Alexander  |
| 36. | 10 kwietnia 2016 | Copper Mountain               | SX         | Mara White         | Tania Prymak              | Leah Emaus         |

### Kobiety
| Lp. | Zawodniczka               | Punkty |
| --- | ------------------------- | ------ |
| 1.  | Winter Vinecki            | 66,50  |
| 2.  | Rachael Anderson          | 64,40  |
| 3.  | Tess Johnson              | 64,38  |
| 4.  | Megan Nick                | 59,38  |
| 5.  | Elena Gaskell             | 59,20  |
| 6.  | Kira Tanghe               | 55,25  |
| 7.  | Julie Bergeron            | 55     |
| 8.  | Mara White                | 54,25  |
| 9.  | Tiana Gairns              | 53,75  |
| 10. | Jeanee Crane-Mauzy        | 48     |
| ... |                           |        |
| 67. | Karolina Riemen-Żerebecka | 13,33  |

| Lp. | Zawodniczka     | Punkty |
| --- | --------------- | ------ |
| 1.  | Tess Johnson    | 515    |
| 2.  | Julie Bergeron  | 440    |
| 3.  | Sophia Schwartz | 384    |
| 4.  | Taylah O’Neill  | 371    |
| 5.  | Avital Shimko   | 364    |
| 6.  | Kaitlyn Harrell | 291    |
| 7.  | Lane Stoltzner  | 274    |
| 8.  | Valérie Gilbert | 225    |
| 9.  | Hannah Soar     | 223    |
| 10. | Sofiane Gagnon  | 203    |

| Lp. | Zawodniczka               | Punkty |
| --- | ------------------------- | ------ |
| 1.  | Mara White                | 651    |
| 2.  | Tiana Gairns              | 645    |
| 3.  | Courtney Hoffos           | 481    |
| 4.  | Lauren Salko              | 346    |
| 5.  | Leah Emaus                | 345    |
| 6.  | Zoe Chore                 | 317    |
| 7.  | Tania Prymak              | 300    |
| 8.  | Bianca Marcello           | 287    |
| 9.  | Abigail Zagnoli           | 253    |
| 10. | Antoinette Tansley        | 230    |
| ... |                           |        |
| 15. | Karolina Riemen-Żerebecka | 160    |

| Lp. | Zawodniczka            | Punkty |
| --- | ---------------------- | ------ |
| 1.  | Winter Vinecki         | 532    |
| 2.  | Megan Nick             | 475    |
| 3.  | Kira Tanghe            | 442    |
| 4.  | Catrine Lavallée       | 350    |
| 5.  | Tyra Izor              | 298    |
| 6.  | Erica Stemler          | 240    |
| 7.  | Megan Smallhouse       | 230    |
| 8.  | Frederike Duchaine     | 224    |
| 9.  | Naomy Boudreau-Guertin | 218    |
| 10. | Miriah Johnson         | 204    |

| Lp. | Zawodniczka       | Punkty |
| --- | ----------------- | ------ |
| 1.  | Elena Gaskell     | 216    |
| 2.  | Rachael Anderson  | 214    |
| 3.  | Emma Stevens      | 120    |
| 4.  | Zoe Blewett       | 114    |
| 5.  | Dillan Glennie    | 106    |
| 6.  | Caroline Claire   | 100    |
| 6.  | Nadia Gonzales    | 100    |
| 8.  | Kathryn Alexander | 89     |
| 9.  | Megan Cressey     | 85     |
| 10. | Bryana Cressey    | 81     |

| Lp. | Zawodniczka         | Punkty |
| --- | ------------------- | ------ |
| 1.  | Jeanee Crane-Mauzy  | 240    |
| 2.  | Carly Margulies     | 200    |
| 3.  | Rachael Karker      | 190    |
| 4.  | MacKenzie Wilson    | 132    |
| 5.  | Anna Gorham         | 113    |
| 6.  | Rachael Anderson    | 108    |
| 7.  | Isabelle Hanssen    | 100    |
| 8.  | Anaïs Caradeux      | 80     |
| 9.  | Elena Gaskell       | 80     |
| 10. | Laila Friis-Salling | 58     |